# Лыжин, Константин Витальевич
Константи́н Вита́льевич Лы́жин (род. 19 февраля 1974, Челябинск, СССР) — российский футболист, защитник, полузащитник.

## Карьера
Воспитанник СДЮШОР «Сигнал» из Челябинска. В 1992—1993 годах выступал в местном «Зените». В 1994 году был приглашён в «Уралмаш», где играл за дубль в Третьей лиге. Единственный матч в Высшей лиге провёл 9 сентября 1995 года против «Крыльев Советов» (2:3). В 1996 году защищал цвета клуба «Уралец». В 1997 году подписал контракт с тобольским «Иртышом». По окончании сезона покинул клуб и вернулся в Челябинск, где играл до 2005 года и провёл за команду во всех турнирах 235 матчей, забил 7 мячей.

## Достижения
- Бронзовый призёр зоны «Урал» Второго дивизиона: 1999